# نايجل دون (لاعب كرة قدم)
نايجل دون (بالإنجليزية: Nigel Donn)‏ هو لاعب كرة قدم بريطاني، ولد في 2 مارس 1962 في ميدستون في المملكة المتحدة. لعب مع نادي غيلينغهام ونادي ليتون أورينت.